# Zaman Anwar
Zaman Anwar (ur. 20 czerwca 1991) – pakistański zapaśnik walczący w obu stylach. Zajął jedenaste miejsce na igrzyskach azjatyckich w 2022. Wicemistrz igrzysk wspólnoty narodów w 2022 i ćwierćfinalista 2014. Siódmy na mistrzostwach Azji w 2016. Brązowy medalista mistrzostw Wspólnoty Narodów w 2016. Mistrz Igrzysk Azji Południowej w 2016 i drugi w 2019 roku.